# Liste des évêques et archevêques de Gulu
Liste des évêques et archevêques de Gulu
(Archidioecesis Guluensis)
La préfecture apostolique du Nil-Équatorial est érigée le 12 juin 1923, par détachement du vicariat apostolique de Bahr el-Ghazal (dans l'actuel Soudan). Elle est confiée au missionnaires comboniens du Sacré-Cœur originaires d'Italie.
Elle est elle-même érigée en vicariat apostolique le 10 décembre 1934.
Ce dernier change de dénomination le 1er décembre 1950 pour devenir le vicariat apostolique de Gulu.
Il est érigé en diocèse le 25 mars 1953, puis en archidiocèse le 2 janvier 1999, sous le nom d'archidiocèse de Gulu.

## Est préfet apostolique
- 16 juillet 1923-10 décembre 1934 : Antonio Vignato, préfet apostolique du Nil-Équatorial.

## Sont vicaires apostoliques
- 10 décembre 1934-† 13 novembre 1949 : Angelo Negri, vicaire apostolique du Nil-Équatorial.
- 13 novembre 1949-1er décembre 1950 : siège vacant
- 1er décembre 1950-25 mars 1953 : Giovanni Ier Cesana (Giovanni Battista Cesana)

## Sont évêques
- 25 mars 1953-19 décembre 1968 : Giovanni Ier Cesana (Giovanni Battista Cesana), promu évêque.
- 19 décembre 1968-9 janvier 1988 : Cipriano Kihangire (Cipriano Biyehima Kihangire), premier évêque d'origine ougandaise
- 9 janvier 1988-8 février 1990 : siège vacant
- 8 février 1990-2 janvier 1999 : Martin Luluga

## Sont archevêques
- 2 janvier 1999-22 mars 2024 : John II Odama (John-Baptist Odama)
- depuis le 22 mars 2024 : Raphael Wokorach (Raphael P’Mony Wokorach)

## Sources
- L'ANNUAIRE PONTIFICAL, sur le site http://www.catholic-hierarchy.org, à la page